# Uznik zamka If
Uznik zamka If (russisk: Узник замка Иф) er en sovjetisk-fransk spillefilm fra 1988 af Georgij Jungvald-Khilkevitj.

## Medvirkende
- Viktor Avilov – Edmond Dantès
- Jevgenij Dvorzhetskij
- Aleksej Petrenko – Abbé Faria
- Anna Samokhina – Mercedes
- Mikhail Bojarskij – Fernand Mondego
- Vladimir Steklov